# Kopalnia Węgla Kamiennego „Herman”

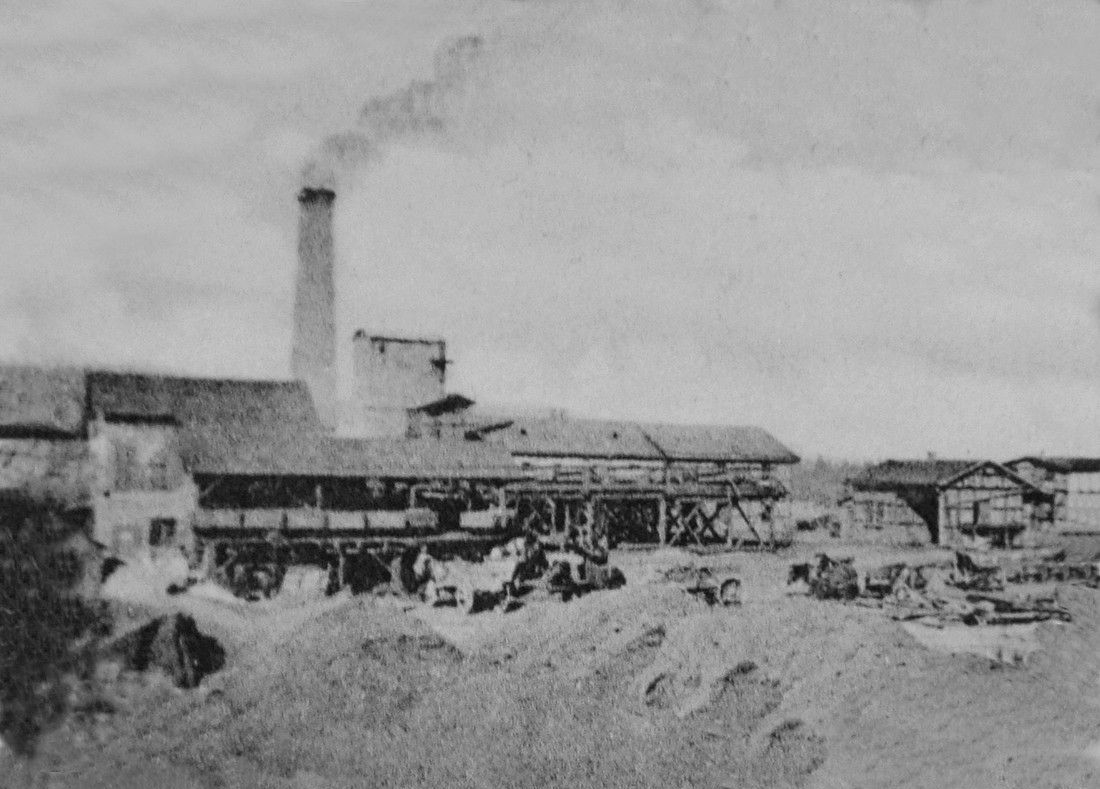
Zabudowania kopalni Hermann

Kopalnia Węgla Kamiennego „Herman” (dawniej Hermannschacht / Kreuzgrube) – kopalnia węgla kamiennego w Wałbrzychu, w dzielnicy Nowe Miasto przy ulicy Marszałka Józefa Piłsudskiego, działająca w latach 1794–1930.

## Historia
Kopalnia powstała w 1794 roku. Kopalnia posiadała unikatowy w skali Europy szyb wyposażony w maszynę wyciągową o lnianych linach. Została zamknięta w 1930 roku. Po zamknięciu kopalni „Herman” w czasie trwania II wojny światowej, Niemcy przekształcali ją w schron. Duża część podziemnych korytarzy jest murowana i wyłożona cegłą. W obiekcie znajdują się dwie śluzy gazowe i pomieszczenie z białymi ścianami. Prawdopodobnie miały to być sale szpitalne oraz pomieszczenie z łazienkami. Około 1960 roku obiekt był zarządzany przez departament obrony cywilnej. Kopalnia jest w złym stanie, a podziemne korytarze grożą zawaleniem.